# Abraham Maslov
Abraham Maslov (puno ime: Abraham Harold Maslov; енгл. Abraham Harold Maslow; Bruklin, Njujork, 1. april 1908 — Kalifornija, 8. jun 1970) bio je istaknuti američki psiholog i mislilac, glavni zastupnik humanističke psihologije koji u teoriji menadžmenta zagovara radikalno novi stil upravljanja ljudima sa ciljem da se u celini obezbede uslovi za razvoj svakog pojedinca, ustanove i društva u celini. Maslov je bio profesor psihologije na Brandejskom univerzitetu, Bruklinskom koledžu, Novoj školi za društvena istraživanja i Univerzitetu Kolumbija. On je naglasio važnost fokusiranja na pozitivne kvalitete ljudi, za razliku od njihovog tretiranja kao „vreća simptoma“. Anketa Pregleda opšte psihologije, objavljena 2002. godine, svrstala je Maslova kao desetog najcitiranijeg psihologa 20. veka.

## Biografija
Rođen je 1908. u Bruklinu, (Njujork), kao najstariji sin jevrejskih iseljenika iz Rusije, jedan od sedmoro dece. Po očevoj želji upisao je prava, ali je ubrzo opsednut biheviorizmom prešao na studije psihologije. Doktorirao je 1934. Po izbijanju II svetskog rata raste njegovo interesovanje za socijalnu psihologiju, psihologiju motivacije i psihologiju ličnosti. Tokom pedesetih postaje najpoznatiji zagovornik humanističke psihologije. Na čelu američkog udruženja psihologa je bio do 1968. Umro je od srčanog udara 1970. u 62. godini. Njegovi neobjavljeni tekstovi kao i njegove dnevničke beleške Psihologija u menadžmentu izazvale su ogroman publicitet dvadeset godina nakon njegove smrti.
Njegove knjige su prevođene na svim važnim svetskim jezicima.

### Mladost
Rođen 1908. i odrastao u Bruklinu u Njujorku, Maslov je bio najstarije od sedmoro dece. Njegovi roditelji su bili jevrejski imigranti prve generacije iz Kijeva, tada deo Ruskog carstva (sada Kijev, Ukrajina), koji su pobegli od carskog progona početkom 20. veka. Odlučili su da žive u Njujorku i u multietničkom naselju radničke klase. Njegovi roditelji su bili siromašni i nisu bili intelektualno fokusirani, ali su cenili obrazovanje. On je imao razne susrete sa antisemitskim bandama koje su ga jurile i gađale ga kamenjem. Maslov i drugi mladi ljudi njegovog porekla borili su se da prevaziđu takve akte rasizma i etničkih predrasuda u pokušaju da uspostave idealistički svet zasnovan na široko rasprostranjenom obrazovanju i ekonomskoj pravdi. Spoljašnja napetost se takođe osećala u njegovom domu, jer se retko slagao sa svojom majkom, i na kraju je razvio snažnu odbojnost prema njoj. Citiran je kako je rekao: „Ono na šta sam reagovao nije samo njen fizički izgled, već i njene vrednosti i pogled na svet, njena škrtost, njena potpuna sebičnost, njen nedostatak ljubavi prema bilo kome drugom na svetu — čak i prema sopstvenom mužu i deci – njen narcizam, njene crnačke predrasude, njena eksploatacija svih, njena pretpostavka da je neko pogrešio kad se ne slaže sa njom, njen nedostatak prijatelja, njena aljkavost i prljavština...“. On je takođe odrastao sa malim brojem prijatelja osim sa svog rođaka Vila, i kao rezultat toga „...[On] je odrastao u bibliotekama i među knjigama.“ Ovde je razvio svoju ljubav prema čitanju i učenju. Išao je u srednju školu za dečake, jednu od najboljih srednjih škola u Bruklinu, gde mu je najbolji prijatelj bio rođak Vil Maslov. Ovde je služio kao oficir u mnogim akademskim klubovima i postao urednik Latinskog časopisa. Takođe je godinu dana uređivao Principia, školski list iz oblasti fizike. Razvio je i druge sposobnosti:
Kao dečak, Maslov je verovao da je fizička snaga najvažnija karakteristika pravog muškarca; stoga je često vežbao i bavio se dizanjem tegova u nadi da će se transformisati u mišićavijeg momka čvršćeg izgleda, međutim, to nije uspeo da postigne zbog svoje skromne figure, kao i studioznosti.

### Fakultet i univerzitet
Maslov je nakon srednje škole pohađao Citi koledž u Njujorku. Godine 1926, počeo je da pohađa nastavu pravnih studija noću pored svojih obaveza na osnovnim studijama. Mrzeo je to i skoro odmah je odustao. Godine 1927. prelazi u Kornel, ali odlazi nakon samo jednog semestra zbog loših ocena i visokih troškova. Kasnije je diplomirao na Siti koledžu i otišao na postdiplomske studije na Univerzitet Viskonsin da bi studirao psihologiju. Godine 1928. oženio je svoju sestru od tetke Bertu, koja je tada još bila u srednjoj školi. Par se upoznao u Bruklinu godinama ranije. Maslovova psihološka obuka na UV je bila izrazito eksperimentalno-bihevioristička. U Viskonsinu je vodio liniju istraživanja koja je uključivala istraživanje ponašanja i seksualnosti dominantnog primata. Maslovovo rano iskustvo sa bihejviorizmom ostavilo bi ga sa jakim pozitivističkim načinom razmišljanja. Po preporuci profesora Halsija Kejsona, Maslov je napisao magistarski rad o „učenju, zadržavanju i reprodukciji verbalnog materijala“. Maslov je smatrao da je istraživanje sramotno trivijalno, ali je završio svoju tezu u leto 1931. i dobio je titulu magistra psihologije. Toliko se stideo te teze da ju je uklonio iz biblioteke psihologije i pocepao njen kataloški unos. Međutim, profesor Kejson je bio u dovoljnoj meri zadovoljan istraživanjem da je podsticao Maslova da ga podnese za objavljivanje. Maslovova teza je objavljena kao dva članka 1934. godine.

### Akademska karijera
Nastavio je istraživanje na Univerzitetu Kolumbija o sličnim temama. Tamo je pronašao drugog mentora u Alfredu Adleru, jednom od ranih kolega Sigmunda Frojda. Od 1937. do 1951. Maslov je bio na fakultetu Bruklinskog koledža. Njegov porodični život i njegova iskustva uticali su na njegove psihološke ideje. Posle Drugog svetskog rata, Maslov je počeo da dovodi u pitanje način na koji su psiholozi došli do svojih zaključaka, i iako se nije u potpunosti slagao, imao je sopstvene ideje o tome kako razumeti ljudski um. Svoju novu disciplinu nazvao je humanističkom psihologijom. Maslov je već bio 33-godišnji otac i imao je dvoje dece kada su Sjedinjene Države ušle u Drugi svetski rat 1941. On je stoga bio nepodoban za vojsku. Međutim, užasi rata inspirisali su u njemu viziju mira što je dovelo do njegovih revolucionarnih psiholoških studija samoaktualizacije. Studije su započele pod nadzorom dva mentora, antropologa Rut Benedikt i geštalt psihologa Maksa Verthajmera, kojima se divio i profesionalno i lično. Oni su mnogo postigli u oba domena. Budući da su oni bili takva „divna ljudska bića”, inspirisali su Maslova da vodi beleške o njima i njihovom ponašanju. To bi bila osnova njegovog doživotnog istraživanja i razmišljanja o mentalnom zdravlju i ljudskim potencijalima. On je proširio temu, pozajmljujući ideje od drugih psihologa i dodajući nove, kao što su koncepti hijerarhije potreba, metapotreba, metamotivacije, samoaktualizujućih osoba i vrhunskih iskustava. Maslov je bio profesor na Brandejskom univerzitetu od 1951. do 1969. Postao je stalni saradnik Laflin instituta u Kaliforniji. Godine 1967. Maslov je imao ozbiljan srčani udar i znao je da mu je vreme ograničeno. Smatrao je da je psihološki pionir. On je dao poticaj budućim psiholozima tako što je izneo na vidjelo različite puteve za razmišljanje. Izgradio je okvir koji je kasnije omogućio drugim psiholozima da sprovode sveobuhvatnije studije. Maslov je verovao da liderstvo ne treba da interveniše. U skladu sa ovim pristupom, odbio je nominaciju 1963. za predsednika Udruženja za humanističku psihologiju jer je smatrao da organizacija treba da razvije intelektualni pokret bez vođe.

### Smrt
Dok je trčao, Maslov je doživeo težak srčani udar i umro je 8. juna 1970. u 62. godini u Menlo Parku u Kaliforniji. Sahranjen je na groblju Maunt Obern.

## Radovi
- Maslow, A. H. (1943). „A Theory of Human Motivation”. Psychological Review. 50 (4): 370—396. doi:10.1037/h0054346.
- Motivation and Personality (1st edition: 1954, 2nd edition: 1970, 3rd edition 1987)
- Religions, Values, and Peak Experiences, Columbus, Ohio: Ohio State University Press, 1964.
- Eupsychian Management, 1965; republished as Maslow on Management, 1998
- The Psychology of Science: A Reconnaissance, New York: Harper & Row, 1966; Chapel Hill: Maurice Bassett, 2002.
- Toward a Psychology of Being, (1st edition, 1962; 2nd edition, 1968; 3rd edition, 1999)
- The Farther Reaches of Human Nature, 1971
- Future Visions: The Unpublished Papers of Abraham Maslow by E. L. Hoffman (editor) 1996
- Personality and Growth: A Humanistic Psychologist in the Classroom, Anna Maria, FL: Maurice Bassett, 2019.

## Literatura
- Berger, Kathleen Stassen (1983). The Developing Person through the Life Span.
- Goble, F. (1970). The Third Force: The Psychology of Abraham Maslow. Richmond, CA: Maurice Bassett Publishing.
- Goud, N. (2008). „Abraham maslow: A personal statement.”. Journal of Humanistic Psychology. 48 (4): 448—451. S2CID 143617210. doi:10.1177/0022167808320535. Непознати параметар |DUPLICATE_first1= игнорисан (помоћ)
- Hoffman, Edward (1988). The Right to be Human: A Biography of Abraham Maslow. New York: St. Martin's Press. ISBN 9780874774610.
- Hoffman, E. (Fall 2008), „Abraham Maslow: A Brief Reminiscence”, Journal of Humanistic Psychology, New York: McGraw-Hill, 48 (4): 443—444 Проверите вредност парамет(а)ра за датум: |year= / |date= mismatch (помоћ)
- Rennie, David (2008). „Two Thoughts on Abraham Maslow.”. Journal of Humanistic Psychology. 48 (4): 445—448. S2CID 145755075. doi:10.1177/0022167808320537.
- Sommers, Christina Hoff; Satel, Sally (2006). One Nation Under Therapy: How the Helping Culture is Eroding Self-reliance. MacMillan. ISBN 978-0-312-30444-7.
- Cooke, B; Mills, A; Kelley, E (2005). „Situating Maslow in Cold War America”. Group and Organization Management. 30 (2): 129—152. S2CID 146365008. doi:10.1177/1059601104273062.
- DeCarvalho, Roy Jose (1991). The Founders of Humanistic Psychology. Praeger Publishers. ISBN 978-0-275-94008-9.
- Grogan, Jessica (2012). Encountering America: Humanistic Psychology, Sixties Culture, and the Shaping of the Modern Self. Harper Perennial. ISBN 978-0-06-183476-9.
- Hoffman, Edward (1999). The Right to Be Human. McGraw-Hill. ISBN 0-07-134267-2.
- Wahba, M.A.; Bridwell, L. G. (1976). „Maslow Reconsidered: A Review of Research on the Need Hierarchy Theory”. Organizational Behavior and Human Performance. 15 (2): 212—240. doi:10.1016/0030-5073(76)90038-6.
- Wilson, Colin (1972). New Pathways in Psychology: Maslow and the post-Freudian revolution. London: Victor Gollancz. ISBN 0-575-01355-9.